# 2998 Berendeya
2998 Berendeya eller 1975 TR3 är en asteroid i huvudbältet som upptäcktes den 3 oktober 1975 av den ryska astronomen Ljudmila Tjernych vid Krims astrofysiska observatorium på Krim. Den har fått sitt namn efter landet Berendeja i operan Snöflickan.
Asteroiden har en diameter på ungefär fyra kilometer och tillhör asteroidgruppen Nysa.